# 马来西亚国防大学
马来西亚国防大学（缩写：UPNM）是一所位于马来西亚吉隆坡联邦直辖区新街场军营，由马来西亚联邦政府设立的一所联邦国立国防大学，隶属于马来西亚武装部队。
马来西亚国防大学的前身是成立于1995年的马来西亚军事学院，在2006年升格为大学并更至现名。马来西亚国防大学是马来西亚第一所迎合马来西亚武装部队需求和发展的大学。与传统大学不同的是，在进修各自选择的科系的同时，所有马来西亚国防大学的学生需接受四到五年的军事培训。

## 校史

### 初期
马来西亚国防大学的前身是成立于1995年7月1日的马来西亚军事学院（也被称为「马来西亚武装部队学院」）。当时的马来西亚军事学院是一个提供工程、科学和管理领域学士学位以及军事训练的学院。
马来西亚军事学院的学士学位课程获得该国研究型大学之一，马来西亚工艺大学的认可。讲师多数来自武装部队内部的相关领域专业人士和学院自行聘请，其余都是由马来西亚工艺大学的讲师兼任。

### 升格为大学
2006年11月10日，马来西亚军事学院获马来西亚高等教育部升格为大学，并更名为「马来西亚国防大学」。国防大学的成立是由首相阿都拉·巴达威在马来西亚国会辩论2007年联邦政府财政预算案时宣布。国防大学的创立耗资5亿令吉，由马来西亚联邦政府全额承担。

## 校园
马来西亚国防大学的主校区位于首都吉隆坡联邦直辖区新街场武装部队军营内。

## 课程
学员们接受教育并根据他们在学术、身体素质和军事领导方面的表现进行评分。学术课程由11门核心课程组成，在管理、科学和工程领域之间取得平衡。学员们会在进修一年的基础课程后选择他们所要进修的学士学位。
体育项目包括体育课和竞技体育。每个学员每年都参加校际、俱乐部或校内（称为跨营运动）级别的运动。与马来西亚武装部队中的所有士兵一样，学员还必须每年通过两次体能测试（UKA）。此外，在每年的年末课程中，学员必须接受单一服务培训（LKPT）。由于单一服务培训非常艰辛，学员们通常会将该培训课程称为「一年中最糟糕的六周」。
学员通过在大学第一天就开始的军事计划（LKU）学习军事技能，包括领导能力。大多数军事训练都在学期末假期进行，新学员将接受学员基础训练（LFI，也被称为「Square Bashing」）。 此外，学员也会被安置在宿舍楼的营房式逐层管理中，并在整个学年中担任领导职务和职责。
每年期中，每位学员都会在校园营地进行训练，包括体能训练的校园场地、1RAMD障碍训练场、在射击场进行障碍训练和射击练习，以及RMC的演习场。在为期六周的军事计划（LKU）校园课程中，学员们将了解基本的枪支和训练练习。这些营由指定的军衔持有人和最后一年的学员指挥。
马来西亚国防大学非常重视其学生的军纪，因此也会将道德伦理发展贯穿于学员的正式课程中，这些道德课程包括军事专业价值观等。所有学员需严格遵守学员荣誉准则，其中规定「不能撒谎、欺骗、偷窃或容忍那些这样做的人」等。

### 学术课程
| 学院                                                                                                 | 课程                   |
| --- | ---------------------- |
| 语言中心 Pusat Bahasa Language Centre                                                                | 语言与跨文化交流       |
| 国防工程学院 Fakulti Kejuruteraan Pertahanan Faculty of Defence Engineering                          | 土木工程               |
| 国防工程学院 Fakulti Kejuruteraan Pertahanan Faculty of Defence Engineering                          | 电气与电子（电力）工程 |
| 国防工程学院 Fakulti Kejuruteraan Pertahanan Faculty of Defence Engineering                          | 电气与电子（通讯）工程 |
| 国防工程学院 Fakulti Kejuruteraan Pertahanan Faculty of Defence Engineering                          | 机械工业               |
| 国防工程学院 Fakulti Kejuruteraan Pertahanan Faculty of Defence Engineering                          | 机械 - 汽车工程        |
| 国防工程学院 Fakulti Kejuruteraan Pertahanan Faculty of Defence Engineering                          | 机械 - 航空工程        |
| 国防工程学院 Fakulti Kejuruteraan Pertahanan Faculty of Defence Engineering                          | 机械 - 海洋技术工程    |
| 国防工程学院 Fakulti Kejuruteraan Pertahanan Faculty of Defence Engineering                          | 艺术防御工程           |
| 国防科学与技术学院 Fakulti Sains & Teknologi Pertahanan Faculty of Defence Science & Technology      | 计算机科学（安全系统） |
| 国防科学与技术学院 Fakulti Sains & Teknologi Pertahanan Faculty of Defence Science & Technology      | 计算机科学（人工智能） |
| 国防科学与技术学院 Fakulti Sains & Teknologi Pertahanan Faculty of Defence Science & Technology      | 海事技术               |
| 国防研究与管理学院 Fakulti Pengajian & Pengurusan Pertahanan Faculty of Defense Studies & Management | 国防人力资源管理       |
| 国防研究与管理学院 Fakulti Pengajian & Pengurusan Pertahanan Faculty of Defense Studies & Management | 战略研究               |
| 国防研究与管理学院 Fakulti Pengajian & Pengurusan Pertahanan Faculty of Defense Studies & Management | 安全与防御管理         |
| 国防医学与健康学院 Fakulti Perubatan & Kesihatan Pertahanan Faculty of Defense Medicine & Health     | 医学                   |

## 军阶
与马来西亚所有其他授予学士学位的高等教育机构不同，国防大学不将其学生称为「新生」、「大二生」、「大三生」或「大四生」；取而代之的是他们的入学年份，例如：「2019」、「2020」、「20XX」等。
在国防大学内，学生可担任的职位视他们的大学年级而定。普遍上，大三和大四的学员可以担任许多高阶的职位。
- 学员：排的成员，大一至大四学员。
- 学员下士：大一至大四学员。
- 学员中士：排长，由大三和大四学员担任。
- KSM学员：学员连中士少校。排的第二负责人，由大三和大四学员担任。
- PRM学员：带领一个连或营的第二负责人，由大三和大四学员担任。
- PRK学员：学员高级副官，领导一个营或学员旅，仅限大四学员担任。

## 录取
所有想要申请进入国防大学的学生需通过马来西亚教育部的公立高等教育机构入学部（BKPA/UPU）申请。公立高等教育机构入学部将评估申请人的学历和在校课外活动表现。通过公立高等教育机构入学部的审核后，候选人将接受由马来西亚国防部进行为期一至三周的身体、心理和领导力测试，通过测试者方能被录取。

### 入学要求
要被录取，候选人必须在基础级别入学时年龄必须介于18至20岁、未婚、没有抚养孩子的法律义务、品德良好等。该过程包括大学申请、标准化测试以及推荐人。入学的候选人必须通过身体能力测试和完整的身体检查，包括视力测试等。

### 毕业
国防大学的毕业生可获得由国防大学颁发的学士学位，并被任命为马来西亚陆军、马来西亚皇家海军或马来西亚皇家空军同等级别的军官，有义务在军队服役10年。特定专业（如炮兵、工程师等）的资格取决于学生的学术成绩和个人喜好。如果学员获得3.70或以上的累积平均绩点（CGPA）为一等毕业生；3.00至3.69则为二等毕业生；2.99及以下则为三等毕业生。每位新军官将在马来西亚武装部队统帅，马来西亚最高元首的见证下任命。

### 争议事件
- 该校因国防大学霸凌致死案以及接二连三的霸凌事件而臭名昭著，并有了“地狱学校”、“监狱学校”等浑名。